# Râul Strunga
Râul Strunga este un curs de apă, afluent al râului Criva. 